# ألكس سواريز
ألكس سواريز (بالإسبانية: Álex Suárez)‏ هو لاعب كرة قدم إسباني، ولد في 18 مارس 1993 في لاس بالماس دي غران كناريا في إسبانيا. لعب مع UD Las Palmas Atlético ‏.

## روابط خارجية
- ألكس سواريز على موقع قاعدة بيانات كرة القدم.إي يو (الإنجليزية)
- ألكس سواريز على موقع Soccerway.com (الإنجليزية)